# 낙생면
낙생면(樂生面)은 경기도 광주군에 있었던 행정 구역이다. 고려말부터 존재해왔던 낙생역에서 유래했다는 설과 남한산성 주변의 낙성시장에서 지명이 유래했다는 설이 있다. 1973년 이후의 성남시 분당구 일대, 분당신도시, 판교에 해당된다.

## 역사
‘낙생’이란 지명의 제일 오래된 기록은 1460년으로, 광주목에 있는 역참인 낙생역을 언급하고 있다.
1577년에 이 지역은 광주목으로 승격되면서 탄생하였다.
초기의 면청사는 기록을 찾을 수 없다. 한때 정자리 이준구(李浚九) 자택 일부를 면 행정 청사로 쓰기도 했다. 1911년 3월 5일 판교리 191번지에 낙생면사무소 청사를 마련하였다.
1973년 7월 1일 경기도 광주군 성남출장소에서 성남시로 승격되었다. 현재는 경기도 성남시 분당구에 속해 있다. 낙생면사무소는 판교리에 있었다. 이 면사무소는 낙생출장소를 거쳐 현재의 판교동 주민센터에 이르는데, 그 이유는 과거에 삼평동과 백현동은 법정동이었고 동사무소가 없었고, 현재 판교 지역의 행정복지센터는 백현동 행정복지센터로 통합되었기 때문이다.

## 행정 구역
| 1914년                | 1914년                                                                                   | 현재          | 현재                                                                                     |
| 면                    | 리                                                                                       | 구·읍·면      | 동·리                                                                                    |
| --------------------- | ---------------------------------------------------------------------------------------- | ------------- | ---------------------------------------------------------------------------------------- |
| 광주군 낙생면(樂生面) | 판교리, 백현리, 하산운리, 석운리, 대장리, 금곡리, 삼평리, 운중리, 궁내리, 동원리, 구미리 | 성남시 분당구 | 판교동, 백현동, 하산운동, 석운동, 대장동, 금곡동, 삼평동, 운중동, 궁내동, 동원동, 구미동 |

## 역대 면장
- 1대 남태희(南台熙) 1910년 ~ 1919년 3월 31일, 3.1 만세 운동 직후 태극기를 면사무소에 걸어놓고 사직하였다.[3]
- 2대 남상직(南相稷) 1919년 4월 1일 ~ 1928년
- 3대 이갑규(李甲珪) 1928년 ~ 1929년, 돌마면장 전출
- 4대 민병규(閔丙奎) 1929년 ~ 1930년
- 5대 민병규(閔丙奎) 1930년 1월 29일 ~ 1931년, 재임명
- 6대 임두순(任斗淳) 1931년 ~ 1939년
- 7대 시즈하라 에이다(靑原永豊) 1939년 ~ 1941년
- 8대 시즈하라 에이다(靑原永豊) 1941년 ~ 1945년, 조선총독부 최후의 낙생면장
- 1대 이호선(李浩善) 1945년 ~ 1948년
- 2대 이호선(李浩善) 1948년 ~ 1949년
- 3대 이호선(李浩善) 1949년 7월 4일 ~ 1952년 4월 30일
- 4대 임제빈(任堤彬) 1952년 5월 1일 ~ 1953년 6월 9일, 민선 면장
- 5대 정서영(鄭西永) 1953년 6월 10일 ~ , 민선 면장
- 이하림 1960년 12월 26일 ~ 1961년 5월, 민선 면장
- 장영찬 1967년 전후
- 이병윤(李炳胤) 1969년 ~ 1970년, 초월면장 전출

## 같이 보기
- 분당구
- 성남시
- 돌마면